# Музика за игру (албум Ђорђа Марјановића)
Музика за игру је први ЛП певача Ђорђа Марјановића. Објављен је на његов рођендан, 30. октобра 1959. године у издању ПГП РТБ. Ово је прва ЛП плоча, објављена под називом ПГП РТБ. Албум је продат у 11.000 примерака, у време када у земљи није било више од 20.000 грамофона. Дизајн за омот албума урадио је Љубомир Павићевић Фис.

## Песме на албуму
| Р.бр. | Песма                                  | Музика            | Текст            |
| ----- | -------------------------------------- | ----------------- | ---------------- |
| А1    | Звиждук у осам                         | Дарко Краљић      | Дарко Краљић     |
| А2    | Лазарела                               | Domenico Modugno  | Ђорђе Марјановић |
| А3    | О, какав месец (Guarda che luna)       | Gualtiero Malgoni | Ђорђе Марјановић |
| А4    | Ћао, ћао, ћао                          | Gigi Cichellero   | Ђорђе Марјановић |
| Б1    | Ти, мама и ја (Io, mammetta e tu)      | Domenico Modugno  | Ђорђе Марјановић |
| Б2    | Вера                                   | Жарко Роје        | Жарко Роје       |
| Б3    | Стари фрак (Vecchio frak)              | Domenico Modugno  | Ђорђе Марјановић |
| Б4    | Волим те, девојчице (I love you, baby) | Paul Anka         | Ђорђе Марјановић |

Аранжмани: Александар Нећак